# 门根 (德国)
门根（德語：Mengen，發音：[ˈmɛŋən] ⓘ）是德国巴登-符腾堡州蒂宾根行政区锡格马林根县的城市，面积49.82平方千米，2023年12月31日人口为10,077人。